# Список умерших в 1288 году

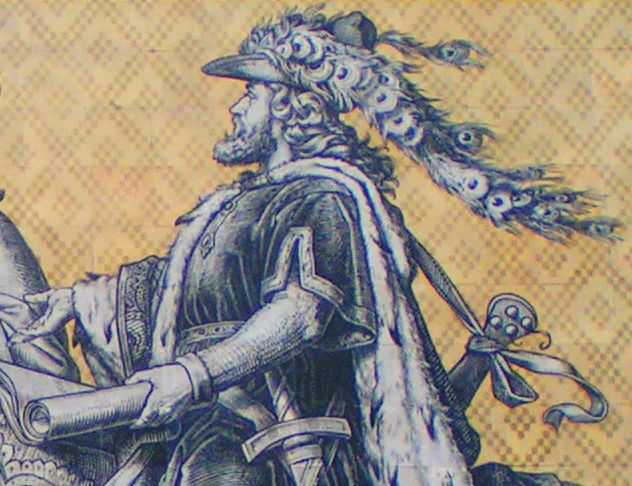
Генрих III Светлейший

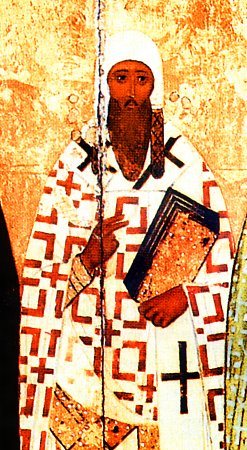
Игнатий I Ростовский

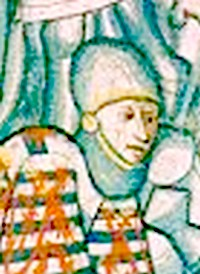
Генрих VI Люксембургский

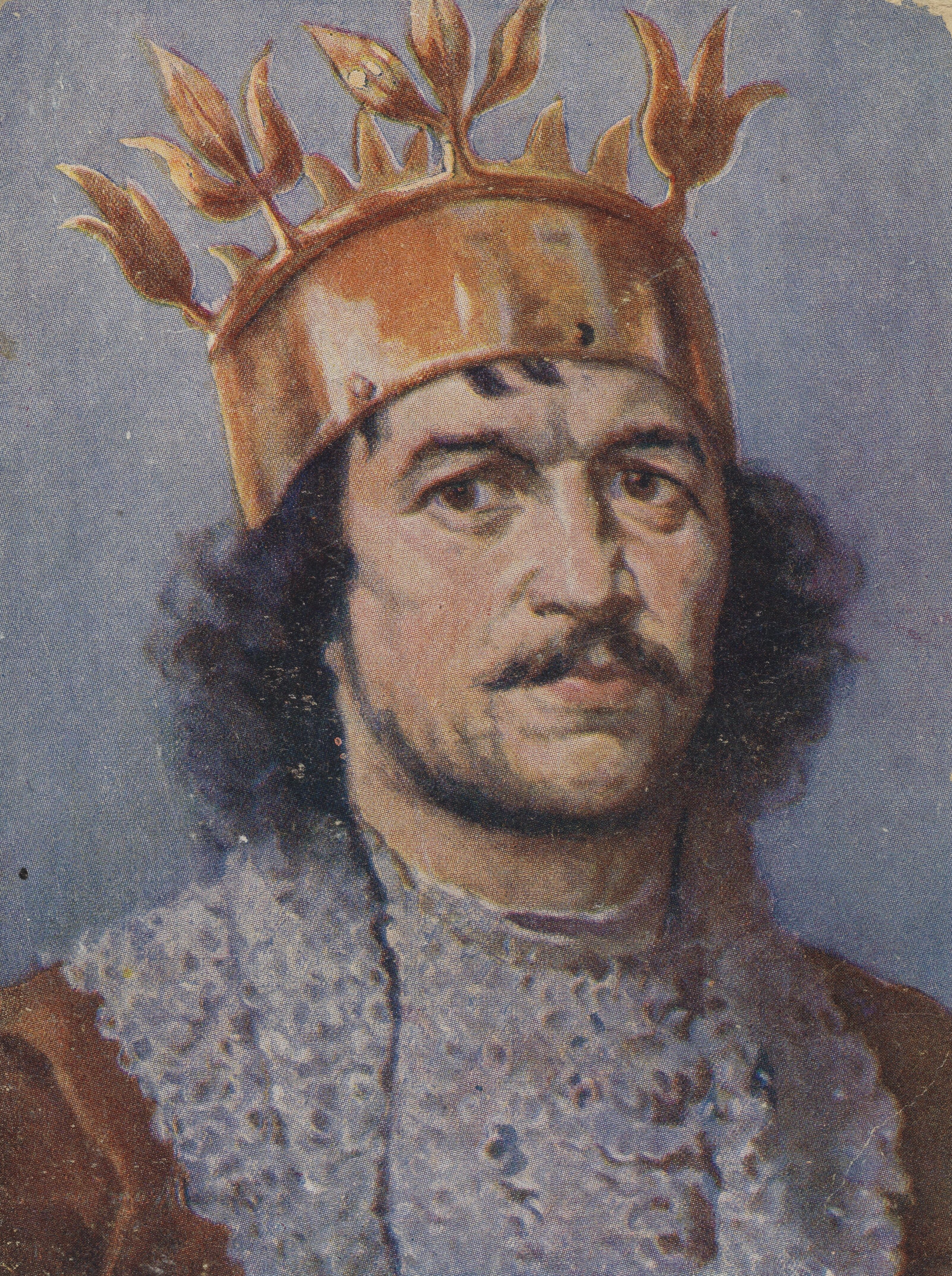
Лешек Чёрный

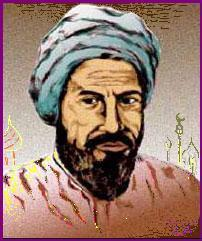
Ибн ан-Нафис

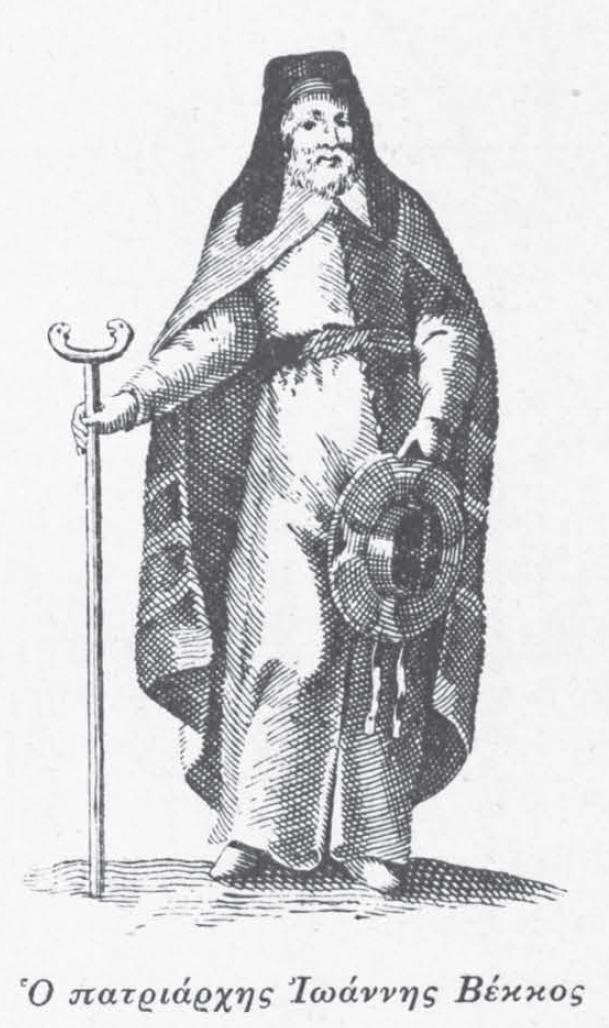
Иоанн XI Векк

В этой статье представлен список известных людей, умерших в 1288 году.
См. также: Категория:Умершие в 1288 году

## Февраль
- 11 февраля — Генри Брэндестон[англ.] — епископ Солсбери (1287—1288)
- 15 февраля — Генрих III Светлейший — маркграф Мейсена и маркграф Нидерлаузица (1221—1288), ландграф Тюрингии и пфальцграф Саксонии (1247—1265)

## Март
- 17 марта или 18 марта — Генрих II фон Исни[нем.] — епископ Базеля (1275—1286), архиепископ Майнца (1286—1288)

## Апрель
- 24 апреля — Гертруда Австрийская (Гертруда Бабенберг) — герцогиня-консорт Австрии, герцогиня-консорт Штирии и маркграфиня-консорт Бадена (1248—1250), жена Германа Баденского

## Май
- 28 мая — Игнатий I Ростовский — епископ ростовский (1262—1288), святой Русской православной церкви.

## Июнь
- 5 июня:
  - Валеран I де Люксембург-Линьи — сеньор Линьи и Ла Рош (1281—1288), погиб в битве при Воррингене;
  - Генрих VI Люксембургский — граф Люксембурга и граф Арпона (1281—1288), погиб в битве при Воррингене.
- 8 июня — Лопе Диас III де Аро — испанский дворянин, глава Дома Харо, сеньор Бискайи (1254—1288)

## Июль
- 3 июля — Стефен де Фулборн[англ.] — архиепископ Туама (1286—1288)
- 15 июля — Раймонд де Нимес[фр.] — епископ Марселя (1267—1288)

## Август
- 2 августа — Алиса Бретонская (45) — дама де Понт-Арси, графиня-консорт Блуа (1254—1280), жена Жана I де Шатильон.
- 8 августа — Лоуренс де Авкебурн[англ.] — епископ Солсбери (1288)
- 24 августа — Бруно фон Кирхберг[нем.] — епископ Брессаноне (1250—1288)
- 31 августа — Уильям Миддлтон[англ.] — епископ Нориджа (1278—1288)

## Сентябрь
- 29 сентября — Матильда Брабантская (64) — графиня-консорт Артуа (1237—1250), как жена Роберта I д’Артуа, графиня-консорт де Сен-Поль (1254—1288), как жена Ги II де Шатильон-Сен-Поль.
- 30 сентября — Лешек Чёрный — король Польши (1279—1288)

## Ноябрь
- 5 ноября — Жан I д’Аркур, французский военачальник, представитель рода д’Аркур, сеньор д’Аркур, барон д’Эльбёф, виконт де Сен-Совер, сеньор де ла Соссе, де Брион, де Лильбон, д’Анговиль, дю Тьельман.
- 11 ноября — Беатриса Брабантская — ландграфиня-консорт Тюрингии и пфальцграфиня-консорт Саксонии (1241—1247) как жена Генриха IV Распе; графиня-консорт Фландрии (1247—1251), как жена Гильома III де Дампьер
- 19 ноября — Рудольф I — маркграф Бадена (1243—1288) (благодаря своим многочисленным территориальным приобретениям часто считается отцом-основателем Бадена как влиятельного государства)

## Декабрь
- 10 декабря — Владимир Василькович — князь волынский (1269—1288)
- 17 декабря — Ибн ан-Нафис — учёный-медик и писатель мамлюкского Султаната Египта из Сирии, автор первого богословского романа «Ар-Рисала аль-Камилия фи-с-сира ан-Набавия»

## Дата неизвестна или требует уточнения
- Агнес де Бурбон-Дампьер — дама де Бурбон (1262—1268).
- Арно Роже I, граф Верхнего Пальярса (Пальярс Собира) (с 1256/1257).
- Гильом III дес Порселетс[англ.] — французский рыцарь, единственный француз, выживший во время Сицилийской вечерни.
- Индраварман V, царь царей Тямпы (Чампы) (1257—1288).
- Иоанн XI Векк — Патриарх Константинопольский (1275—1282) (умер в заточении)
- Мехтхильда Гольштейнская — королева-консорт Дании (1250—1252), жена Абеля.
- Морган Вихан, лорд Афана (1262—1288).
- Рикица Биргерсдоттир — королева-консорт Норвегии (1251—1257), жена Хакона Хаконссона.
- Роман Данилович, князь слонимский, луцкий (до 1254), князь новогрудский (1254—1258).
- Роман Михайлович Старый — князь Брянский (1246—1288), князь Черниговский (1263—1288)
- Сахиб Ата — визирь и великий визирь Конийского султаната (1259—1288)
- Салимбене Пармский — итальянский монах-францисканец, хронист(дата смерти предположительна)
- Тиккана[англ.] — индийский поэт, писавший на телугу, переводчик Махабхараты
- Хали II[англ.] — султан Мальдивских островов (1278—1288)
- Шенг Тинг[англ.] — китайский писатель.